# Charles Leavitt
Charles Leavitt er en amerikansk manuskriptforfatter, der er mest kendt for at have skrevet Blood Diamond fra 2006.